# Sophie Schmidt
Sophie Schmidt, född den 28 juni 1988 i Winnipeg, Manitoba, är en kanadensisk fotbollsspelare som spelar för Houston Dash.
Schmidt tog OS-brons i damfotbollsturneringen vid de olympiska fotbollsturneringarna 2012 i London och vid de olympiska fotbollsturneringarna 2016 i Rio de Janeiro. Vid olympiska sommarspelen 2020 i Tokyo var Schmidt en del av Kanadas lag som tog guld.